# Andersonoplatus microoculus
Andersonoplatus microoculus es una especie de escarabajo del género Andersonoplatus, familia Chrysomelidae. Fue descrita científicamente por Linzmeier & Konstantinov en 2018.
Habita en Venezuela.

## Descripción
La longitud del cuerpo es de 2,10 a 2,43 mm y ancho 0,97 a 1,18 mm, pronoto y élitros con pelos dispersos. A. microoculus es de color marrón claro a negro, antenas y patas son más claras que el resto del cuerpo.